# Руфьяк (Приморская Шаранта)
Руфья́к (фр. Rouffiac) — коммуна во Франции, находится в регионе Пуату — Шаранта. Департамент коммуны — Шаранта Приморская. Входит в состав кантона Пон. Округ коммуны — Сент.
Код INSEE коммуны — 17304.

## Население
Население коммуны на 2010 год составляло 486 человек.
| 1962 | 1968 | 1975 | 1982 | 1990 | 1999 | 2010 |
| ---- | ---- | ---- | ---- | ---- | ---- | ---- |
| 324  | 364  | 396  | 359  | 352  | 327  | 486  |